# کریس مارتین
کریستوفر آنتونی جان مارتین (انگلیسی: Christopher Anthony John Martin: ۲ مارس ۱۹۷۷) خواننده، ترانه‌سرا و گیتاریست انگلیسی گروه راک کلدپلی است.
کریس مارتین برنده ۷ جایزه گرمی با کلدپلی شده است. همچنین با جی زی، کانیه وست، فارل ویلیامز، بیگ شان، بی تی اس و آویچی همکاری داشته است.

## کودکی
کریس مارتین متولد ۲ مارس ۱۹۷۷ در شهر اکستر در استان دوون است. او بزرگ‌ترین فرزند خانواده پنج نفره خود است. پدر او آنتونی جان مارتین، یک حسابدار بازنشسته بود و مادرش، آلیسون مارتین، یک معلم موسیقی در انگلستان بود.

## تحصیلات
کریس مارتین در مدرسه هیلتون و برای آمادگی بیشتر در مدرسه سادیرال درس می‌خواند، مدرسه سادیرال جایی بود که او به موسیقی علاقه‌مند شد و بعد پایان دوران تحصیلش در مدرسه اکستر سادیرال به مدرسه شربورن رفت و آنجا اولین عضو گروه کلدپلی یعنی فیل هاروی را ملاقات نمود. فیل هاروی چند سال بعد به عنوان مدیر برنامه‌های گروه کلدپلی انتخاب شد و همچنان مشغول به این کار است. کریس مارتین بعد از پایان دوره دبیرستان به کالج دانشگاهی لندن وارد و در رشته باستان‌شناسی مشغول به تحصیل شد و با اعضای آینده گروه یعنی جانی باکلند، گای بریمن و ویل چمپیون نیز آشنا شد.
او با بازیگر آمریکایی، گوئینت پالترو ازدواج کرد آن‌ها در مارس ۲۰۱۶ اعلام کرده‌اند که جدا شده‌اند. خبرها و تصاویری مبنی بر دوستی او و بازیگر آمریکایی داکوتا جانسون وجود دارد. کریس مارتین از حامیان تیم فوتبال آرسنال از تیم‌های لیگ برتر فوتبال انگلیس است.

## آلبوم‌ها
| سال  | عنوان                               |
| ---- | ----------------------------------- |
| ۲۰۰۰ | چترهای نجات                         |
| ۲۰۰۲ | یورشی از خون به سر                  |
| ۲۰۰۵ | اکس‌اندوای                           |
| ۲۰۰۸ | زنده باد زندگی یا مرگ و همه دوستانش |
| ۲۰۱۱ | مایلو زایلوتو                       |
| ۲۰۱۴ | داستان‌های ارواح                     |
| ۲۰۱۵ | یک سر پر از رؤیا                    |
| ۲۰۱۷ | لوله اشکال نما                      |